# Suchý zpívá Ježka
Suchý zpívá Ježka (1992) je album, na kterém Jiří Suchý zpívá písně Osvobozeného divadla, tedy písně Jiřího Voskovce a Jana Wericha, které zhudebnil Jaroslav Ježek. Na albu je 12 písní a Ježkova klavírní skladba Bugatti step, kterou hraje Zoltán Liška. Kromě Jiřího Suchého na albu zpívá také Jitka Molavcová (v písních 1, 3, 7 a 13) a sbor orchestru. Účinkuje Nový orchestr Jaroslava Ježka pod vedením Zoltána Lišky, který také podle dobových Ježkových originálů zrekonstruoval aranžmá skladeb.

## Seznam písní
1. Tři strážníci – 3:10
2. Civilizace – 4:56
3. Ezop a brabenec – 3:12
4. Kat a blázen – 2:50
5. Proč nemohu spát – 2:56
6. Bugatti step – 2:29
7. V domě straší duch – 2:48
8. Kolumbovo vejce – 2:44
9. Strejček Hlad – 3:35
10. Prabába mé prabáby – 2:34
11. Vy nevíte, co je středověk – 3:08
12. Lodnická – 2:16
13. Nebe na zemi – 2:40